# Klokočevac (Majdanpek)
Pour les articles homonymes, voir Klokočevac.
Klokočevac (en serbe cyrillique : Клокочевац) est un village de Serbie situé dans la municipalité de Majdanpek, district de Bor. Au recensement de 2011, il comptait 558 habitants.
Klokočevac est situé au bord de la Porečka reka.

## Démographie

### Évolution historique de la population
| 1948  | 1953  | 1961  | 1971  | 1981  | 1991 | 2002 | 2011 |
| ----- | ----- | ----- | ----- | ----- | ---- | ---- | ---- |
| 1 454 | 1 472 | 1 422 | 1 244 | 1 132 | 880  | 711  | 558  |

|  |